# Tom Lund
Tom Arne Lund (Lillestrøm, 10 settembre 1950) è un allenatore di calcio ed ex calciatore norvegese, di ruolo attaccante.

## Carriera

### Giocatore

#### Club
Lund giocò per tutta la carriera con la maglia del Lillestrøm, nonostante avesse ricevuto diverse offerte da altre squadre. L'esempio più famoso della sua lealtà verso il club fu quando rifiutò un'offerta da parte dell'Ajax, che nel 1973 lo cercò per riempire il vuoto causato dalla partenza di Johan Cruijff. Lund rifiutò offerte anche da Real Madrid e Bayern Monaco.
Tra tutte le competizioni, giocò 336 partite e segnò 193 reti per il Lillestrøm (di questi, 253 incontri e 137 marcature arrivarono in campionato), aiutando il suo club a vincere numerosi trofei in campo nazionale.
Si ritirò ad un'età relativamente giovane, da trentaduenne. È ancora ricordato come uno dei migliori calciatori norvegesi.
Lund è noto anche per la sua aerofobia e gli spostamenti per giocare le gare in trasferta in patria e in Europa li copriva in automobile. All'epoca, si sostenne anche che questo fu uno dei motivi della sua riluttanza a lasciare il Lillestrøm.

#### Nazionale
Tra il 1971 e il 1982, Lund giocò 47 partite per la Norvegia, con 12 reti all'attivo. Esordì in Nazionale il 26 maggio 1971, giocando nel successo per tre a uno sull'Islanda. La prima rete la segnò il 3 agosto 1972, in un successo per quattro a uno, ancora sull'Islanda.

### Allenatore
Lund fu allenatore del Lillestrøm dal 1985 al 1987 e dal 1990 al 1991.

## Palmarès

### Giocatore

#### Club

##### Competizioni nazionali
- Campionato norvegese: 2

Lillestrøm: 1976, 1977
- Coppa di Norvegia: 3

Lillestrøm: 1977, 1978, 1981

### Allenatore

#### Club

##### Competizioni nazionali
- Coppa di Norvegia: 1

Lillestrøm: 1985
- Campionato norvegese: 1

Lillestrøm: 1986